# Grazia Maria Spina
Maria Grazia Spinazzi, nota come Grazia Maria Spina (Venezia, 3 giugno 1934 – Padova, 12 marzo 2025), è stata un'attrice e doppiatrice italiana.

## Biografia
Esordì dapprima al Teatro Stabile di Trieste, poi debuttò alla Fenice di Venezia con Vittorio Gassman. La sua carriera teatrale si svolse in particolare a Roma (Teatro Piccolo Eliseo) e Genova (Teatro Stabile), con un vasto repertorio comprendente Goldoni e un gran numero di autori celebri. 
Nel 1965 affiancò Mike Bongiorno nella conduzione del Festival di Sanremo.
Interpretò decine di film e partecipò a decine di trasmissioni televisive. Nel gennaio 1971 posò nuda per la rivista Playmen. Dal 1991 si dedicò solo alla pittura. Nel 1997 ricevette l'onorificenza di Commendatore. 
È morta all'età di 90 anni in un istituto di Padova, dov'era ricoverata, il 13 marzo 2025. In precedenza aveva vissuto a Cortona.

## Vita privata
Negli anni settanta ebbe una relazione con il regista Pasquale Festa Campanile.

## Filmografia

### Cinema

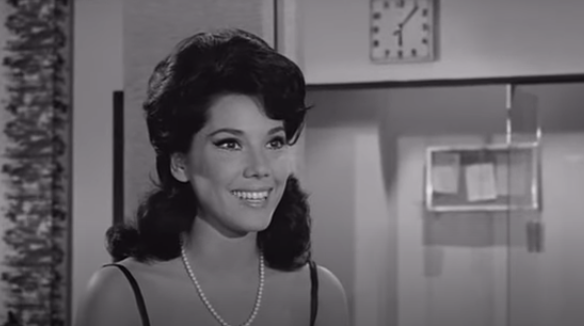
Grazia Maria Spina in Pugni pupe e marinai (1961)

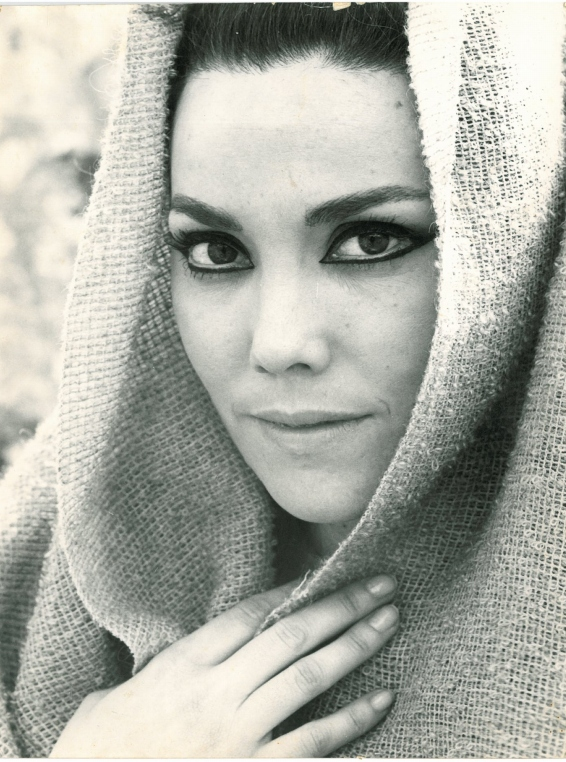
Grazia Maria Spina nel film La Bibbia (1966)

- Promesse di marinaio, regia di Turi Vasile (1958)
- Uomini e nobiluomini, regia di Giorgio Bianchi (1959)
- Juke box - Urli d'amore, regia di Mauro Morassi (1959)
- La cento chilometri, regia di Giulio Petroni (1959)
- I cosacchi, regia di Giorgio Rivalta e Viktor Tourjansky (1960)
- Il peccato degli anni verdi, regia di Leopoldo Trieste (1960)
- I piaceri del sabato notte, regia di Daniele D'Anza (1960)
- Drakut il vendicatore, regia di Luigi Capuano (1961)
- Pugni pupe e marinai, regia di Daniele D'Anza (1961)
- La tigre dei sette mari, regia di Luigi Capuano (1962)
- Il figlio dello sceicco, regia di Mario Costa (1962)
- Zorro alla corte di Spagna, regia di Luigi Capuano (1962)
- Ursus e la ragazza tartara, regia di Remigio del Grosso (1962)
- Zorro e i tre moschettieri, regia di Luigi Capuano (1963)
- Il successo, regia di Mauro Morassi (1963)
- Zorro contro Maciste, regia di Umberto Lenzi (1963)
- Il duca nero, regia di Pino Mercanti (1963)
- Bagnino Lover, episodio di La donna degli altri è sempre più bella, regia di Marino Girolami (1963)
- Maciste contro i mongoli, regia di Domenico Paolella (1964)
- La rivolta dei barbari, regia di Guido Malatesta (1964)
- Un delitto quasi perfetto, episodio di Le tardone, regia di Marino Girolami e Javier Setó (1964)
- Lasciate sparare... chi ci sa fare (Laissez tirer les tireurs), regia di Guy Lefranc (1964)
- Queste pazze, pazze donne, regia di Marino Girolami (1964)
- Totò contro il pirata nero, regia di Fernando Cerchio (1964)
- Veneri al sole, regia di Marino Girolami (1965)
- Altissima pressione, regia di Enzo Trapani (1965)
- Io, io, io... e gli altri, regia di Alessandro Blasetti (1965)
- La Bibbia (The Bible: In the Beginning...), regia di John Huston (1966)
- Fermate il mondo... voglio scendere!, regia di Giancarlo Cobelli (1968)
- I 2 magnifici fresconi, regia di Marino Girolami (1969)
- La calandria, regia di Pasquale Festa Campanile (1972)
- Rugantino, regia di Pasquale Festa Campanile (1973)
- La madama, regia di Duccio Tessari (1975)
- Napoli violenta, regia di Umberto Lenzi (1976)
- Dimmi che fai tutto per me, regia di Pasquale Festa Campanile (1976)
- Il ritorno di Casanova, regia di Pasquale Festa Campanile (1980)

## Televisione

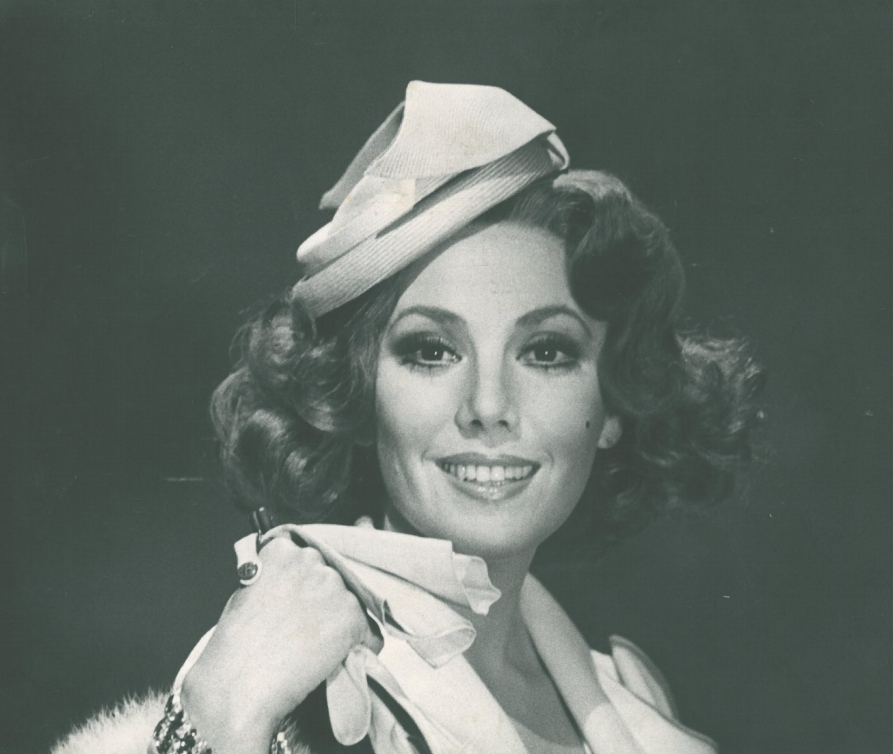
Il corsaro (Le corsaire) di Marcel Achard, regia di Anton Giulio Majano (1971)

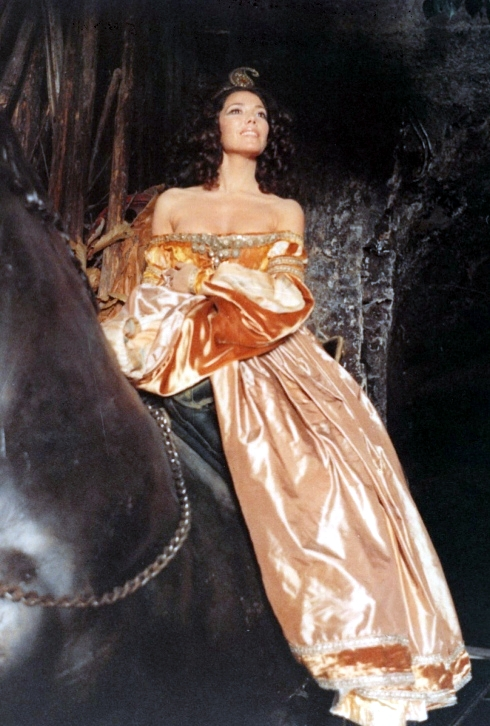
Grazia Maria Spina ne lOrlando furioso (1975)

- La signora delle camelie di Alexandre Dumas figlio, regia di Daniele D'Anza (1957) – accreditata come Grazia Maria Spinazzi
- La vita degli altri, regia di Claudio Fino (1957) – accreditata come Grazia Maria Spinazzi
- Aprite: polizia!, regia di Daniele D'Anza – miniserie TV, episodio Ragazze in vetrina (1958)
- Le avventure di Nicola Nickleby, regia di Daniele D'Anza – miniserie TV (1958) – ruolo: Maddalena
- Mamouret di Jean Sarment, regia di Guglielmo Morandi (1958)
- Il Novelliere: il dono dei Magi, regia di Daniele D'Anza – film TV (1958)
- Via della chiesa di Lennox Robinson, regia Daniele D'Anza (1959)
- Non ti conosco più, regia di Guglielmo Morandi (1959)
- Il povero fornaretto di Venezia di Francesco Dall'Ongaro, regia di Mario Landi (1959)
- Da giovedì a giovedì, commedia di Aldo De Benedetti, regia di Guglielmo Morandi (1959)
- Il fu Mattia Pascal, regia di Daniele D'Anza (1960)
- Vita col padre e con la madre, regia di Daniele D'Anza (1960)
- La prova generale, regia di Daniele D'Anza (1960)
- Peppino al balcone, regia di Peppino De Filippo (1961)
- La ragazza di fabbrica, regia di Leonardo Cortese (1962)
- L'ospite gradito di Peppino De Filippo, regia di Romolo Siena (1962)
- La patente di Luigi Pirandello, regia di Peppino De Filippo e Romolo Siena (1962)
- La bella addormentata, regia di Eros Macchi (1963)
- David Copperfield, regia di Anton Giulio Majano (1963)
- Biblioteca di Studio Uno, regia di Antonello Falqui (1964)
- Il grillo del focolare, regia di Carlo Di Stefano (1964)
- La commedia degli errori di William Shakespeare, regia di Ruggero Jacobbi (1964)
- La donna di fiori - Tenente Sheridan, regia di Anton Giulio Majano (1965)
- Lo squarciagola, regia di Luigi Squarzina (1966)
- Sior Todero brontolon di Carlo Goldoni, regia di  Carlo Lodovici (1969)
- La base de tuto di Giacinto Gallina, regia di Carlo Lodovici (1969)
- Il corsaro (Le corsaire), regia di Anton Giulio Majano (1971)
- La zuppiera, regia di Fulvio Tolusso (1974)
- Il commissario De Vincenzi, regia di Mario Ferrero, episodio Il candelabro a sette fiamme (1974)
- Orlando furioso, regia di Luca Ronconi (1975)
- Quello che prende gli schiaffi di Leonid Nikolaevič Andreev, regia di Enrico Colosimo, trasmessa il 4 giugno 1976.
- Chiunque tu sia, regia di Mario Foglietti (1977)
- Il passo falso, regia di Paolo Poeti (1983)

## Teatro

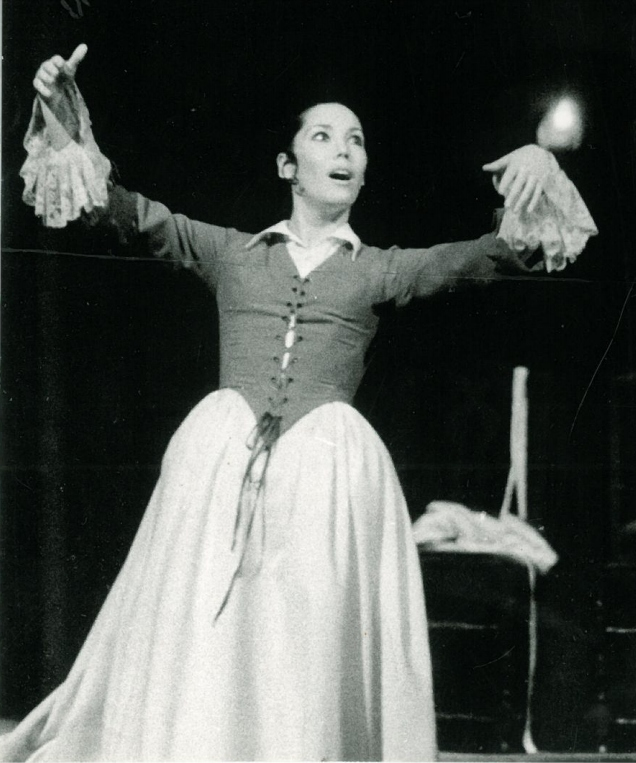
Grazia Maria Spina ne I rusteghi di Carlo Goldoni (1969)

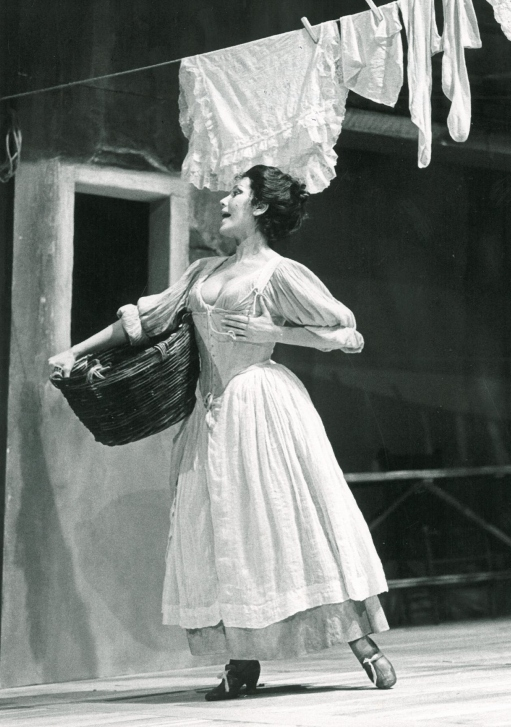
Grazia Maria Spina in La putta onorata di Carlo Goldoni (1986)

- Il Carrozzone, regia di Fantasio Piccoli (1955)
- Un curioso accidente di Carlo Goldoni
- Avevo più stima dell'idrogeno ovvero lo sciopero delle bombe di Carlo Terron
- La bottega del caffè di Carlo Goldoni, regia di Carlo Lodovici
- Assassinio nella cattedrale di Thomas Eliot, regia di Franco Enriquez
- I giorni della vita di William Saroyan, regia di Franco Enriquez
- Ornifle ou le courant d'air di Jean Anouilh, con Vittorio Gassman (1957)
- Don Jack di Luciano Salce (1957)
- Sud di Julien Green
- Da giovedì a giovedì di Aldo De Benedetti,
- Un uomo come gli altri di Armand Salacrou
- Il marito in collegio di Giovanni Guareschi (1961)
- Pericle, principe di Tiro di William Shakespeare (1961)
- Sogno di una notte di mezza estate di William Shakespeare, regia di Franco Enriquez (1961)
- Quaranta ma non li dimostra di Peppino De Filippo e Titina De Filippo, regia di Peppino De Filippo (1963)
- Tutto per bene di Luigi Pirandello, regia di Maner Lualdi (1965)
- Viva la muerte di Salvador de Madariaga
- L'anfitrione di Tito Maccio Plauto (1966)
- La raganella di Charles Dyer (1967)
- Una delle ultime sere di carnovale di Carlo Goldoni, regia di Luigi Squarzina (1968)
- I rusteghi di Carlo Goldoni, regia di Luigi Squarzina (1969)
- Processo a Gesù di Diego Fabbri, regia di Orazio Costa (1969)
- Don Jil dalle calze verdi di Tirso de Molina, regia di L. Chiavarelli (1977)
- Come tu mi vuoi di Luigi Pirandello, regia di L. Chiavarelli (1977)
- Spirito allegro di Noël Coward (1979)
- Le nozze di Figaro di Beaumarchais, regia di Ugo Gregoretti (1982)
- La putta onorata di Carlo Goldoni, regia di Marco Sciaccaluga (1986)
- La buona moglie di Carlo Goldoni, regia di Marco Sciaccaluga (1987)
- La cortigiana di Pietro Aretino, regia di Roberto Guicciardini (1988)
- Rumors di Neil Simon, regia di Gianfranco de Bosio (1989)
- L'ultimo degli amanti focosi di Neil Simon, regia di Nanni Loy (1990)
- La capannina di André Roussin, regia di Antonio Salines (1991)

## Doppiaggio
- Véronique Vendell in Il commissario Pepe
- Diana Morel in Dancin' Days (1ª voce)
- Pepita Rodrigues in Dancin' Days (2ª voce)
- Mamma in Boule e Bill (1ª ed.)
- Yukiko Kobayashi in Gli eredi di King Kong (ridoppiaggio)

## Doppiatrici italiane
- Maria Pia Di Meo in La tigre dei sette mari, Il figlio dello sceicco, Zorro contro Maciste, Il duca nero
- Vittoria Febbi in Rugantino, Napoli violenta
- Rosetta Calavetta in Uomini e nobiluomini
- Fiorella Betti in I cosacchi
- Mirella Pace in Drakut il vendicatore
- Luisella Visconti in La rivolta dei barbari

## Discografia
- 1967 – Storie varie di cani di Enzo Grazzini, lette da Gino Cervi e Grazia Maria Spina

## Radio
- Da giovedì a giovedì, commedia di Aldo De Benedetti, regia di Guglielmo Morandi, trasmessa il 2 luglio 1959.
- Le mille lire con Raffaele Pisu (1967)
- A tavola con Goldoni (1993)
- Port-Royal di Henry de Montherlant